# Nikolaus Asclepius
Nikolaus Asclepius oder Nikolaus Asclepius Barbatus (auch Nikolaus Hiltebrant oder Hiltbrant Barbatus; * um 1500 in Kassel; † 20. März oder 21. April 1571 in Marburg) war ein deutscher Rechtswissenschaftler, Philosoph, Staatsmann und Hochschullehrer.

## Leben
Asclepius frühe Ausbildung ist unbekannt. Es ist bekannt, dass er den Magistergrad der sieben freien Künste an der Universität Heidelberg erhielt. Er wirkte als Lehrer an der Schule in Homberg/Efze, bevor er zum 30. Mai 1527 zum ersten Rektor des Pädagogiums in Marburg berufen wurde. 1534 wurde er zum Professor für Moralphilosophie an die Universität Marburg berufen, deren Prorektor er 1535 war. 1537 wurde er zum Reichskammergericht nach Speyer entsandt, mindestens von 1537 bis 1541 war er Prokurator am Hofgericht in Marburg. Seine Promotion zum Doktor beider Rechte erfolgte am 30. Dezember 1546 an der Marburger Universität. Er war mehrfach Dekan der dortigen philosophischen Fakultät.
Asclepius wechselte am 17. August 1547 als Professor an die Universität Würzburg. Dort war er möglicherweise bis 1553 tätig. Zugleich war er bereits vor 1550 Kanzler des Stifts Hersfeld. Später wirkte er wieder als Professor an der Universität Marburg und war Bürger in Marburg. Im Oktober 1553 wurde er zum Fiskal in peinlichen Sachen ernannt, außerdem zum Syndikus im bürgerlichen Rechtsstreit bestellt. 1554 erhielt er zudem den Ratstitel. Er wurde auf dem Marburger Pfarrkirchhof beigesetzt.
Der Marburger Professor der Poesie Johannes Beuther war sein Schwiegersohn.

## Werke (Auswahl)
- Oratio causas expulsi & restituti ducis Vuirtenberge[n]sis, Resqu[e] nuper in Sueuia ab illustriß. Hessoru[m] Principe Philippo gestas, tum pacis conditiones continens mire elegans & artificiosa, Rhodus, Marburg 1534.
- Oratio Privilegiorvm Ab Imperatoria Maiestate, Academiae Marpurgensi impetratorum promulgatione habita, Vicesima Augusti, Anno 1541, Marburg 1541.
- Antiquitatum & Librorum Josephi de bello judaico periochae & argumenta per tetrasticha, cum historica methodo, Barthol. Steni, ducum, judicum, regum populi Israelitici, Köln 1564.